# Fenestron (architecture)
Pour les articles homonymes, voir Fenestron.

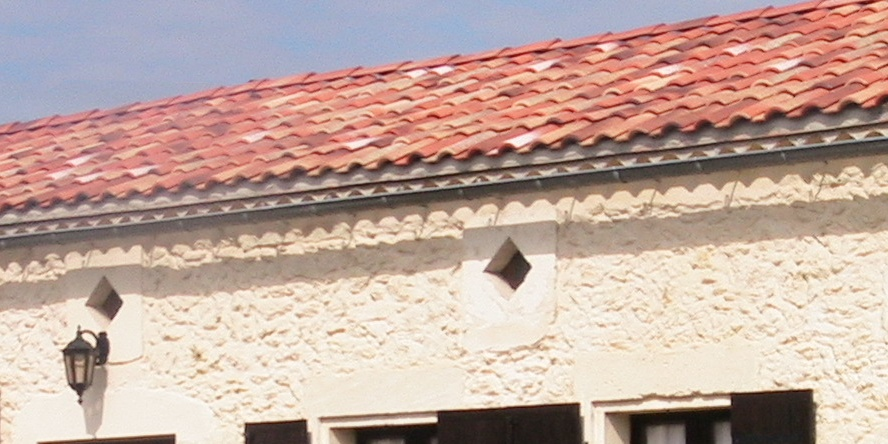
Fenestrons en Médoc.

En architecture, un fenestron ou fenestrou est une petite fenêtre.

## Définition
Le terme comporte un aspect diminutif (petite fenêtre), mais peut aussi parfois avoir un sens péjoratif.